# Polnischer Eishockeypokal 2001/02
Der Polnische Eishockeypokal der Saison 2001/02 (poln. Puchar Polski Hokeja na Lodzie) war die Austragung des Polnischen Eishockeypokals. Die Veranstaltung wurde vom Polnischen Eishockeyverband (PZHL) organisiert.

## Teilnehmer und Modus
An der Austragung des Pokals nahmen acht Mannschaften teil. Dabei handelte es sich um die Mannschaften der Ekstraliga 2001/02. Einige Mannschaften nahmen aber an keinem Spiel teil und wurden disqualifiziert.
| Unia Oświęcim      | HC GKS Katowice     | GKS Tychy   | Polonia Bytom     |
| Zagłębie Sosnowiec | Stoczniowiec Gdańsk | KTH Krynica | Podhale Nowy Targ |

## Viertelfinale
| 8. August 2001 | Unia Oświęcim | 9:2 (2:0, 4:1, 3:1) | Zagłębie Sosnowiec |  |

| 12. August 2001 | Unia Oświęcim | 7:4 (2:2, 3:1, 2:1) | Zagłębie Sosnowiec |  |

| (8./12. August 2001) | HC GKS Katowice | -:-* (*nach Wertung) | Stoczniowiec Gdańsk |  |

| (8./12. August 2001) | GKS Tychy | -:- | KTH Krynica |  |

| (8./12. August 2001) | Polonia Bytom | -:-* (*nach Wertung) | Podhale Nowy Targ |  |

## Finalturnier
Die Halbfinalspiele und das Finale wurden in einer Endrunde an zwei Tagen ausgespielt. Ein Spiel um Platz 3 fand nicht statt.

### Halbfinale
| 17. August 2001 | GKS Tychy | 2:4 (1:2, 0:2, 1:0) | Unia Oświęcim |  |

| 18. August 2001 | Unia Oświęcim | 3:8 (2:4, 0:2, 1:2) | GKS Tychy |  |

| 17./18. August 2001 | HC GKS Katowice | -:-* (*nach Wertung) | Polonia Bytom |  |

Es war eine große Überraschung, dass der Favorit Unia Oświęcim durch eine hohe Niederlage im zweiten Spiel ausschied. der Hockey Club des GKS Katowice erreichte das Finale ohne ein einziges Spiel zuvor.

### Finale
| 30. Dezember 2001 | GKS Tychy | 3:1 (1:0, 1:0, 1:1) | HC GKS Katowice |  |